# Dyskeratosis congenita
Die Dyskeratosis congenita (DC, DKC, Zinsser-Cole-Engman-Syndrom) ist eine mehrere Organsysteme betreffende Erbkrankheit, die sich typischerweise an Haut und Schleimhäuten mit den Symptomen abnorme Hautpigmentierung, Nageldystrophie und Leukoplakie zeigt.

## Krankheitsbild
Die Dyskeratosis congenita ist klinisch und genetisch sehr heterogen. Die Symptome treten meist bereits im Kindesalter auf, das Alter bei Krankheitsbeginn schwankt aber stark. Weitere Anomalien wurden berichtet: Zahnanomalien, Anomalien am Magen-Darm-Trakt, am Urogenitalsystem, vorzeitiges Ergrauen, Hypotrichose, Immundefekte, neurologische Störungen, ophthalmologische Störungen, Lungenstörungen, Skelettstörungen. Myelosuppression, eine Neigung zur Entstehung von Malignomen und tödliche Komplikationen am Atmungssystem sind die Hauptursachen einer frühen Sterblichkeit.

## Verbreitung
Die genaue Prävalenz der Dyskeratosis congenita ist unbekannt, sie wird auf etwa 1 auf 1 Million geschätzt.

## Ursache
Die DC ist genetisch sehr heterogen. X-chromosomal-rezessive, autosomal-dominante und autosomal-rezessive Formen werden unterschieden.
Zwei bei Subtypen der DC mutierte Gene (DKC1 und TERC) kodieren für Teile des Telomerase-Komplexes. Als Hauptursache der DC wird eine gestörte Funktion der Telomerase angenommen. Die Identifizierung von DKC1-Mutationen bei Patienten mit Hoyeraal-Hreidarsson-Syndrom und von TERC-Mutationen bei einigen Patienten mit Aplastischer Anämie (AA) und Myelodysplasie führten zur Erweiterung des Spektrums von Störungen, die mit der DC im Zusammenhang stehen.
Weitere betroffene Gene sind TERT und TINF2, die ebenfalls für Proteine des Telomerase-Komplexes kodieren. Störungen von TERC, TERT, DKC1 und TINF2 machen etwa die Hälfte aller Fälle von DC aus. Bei einem kleinen Anteil von Patienten wurden Störungen in anderen Genen identifiziert, die für Proteine des Telomerase-Komplexes kodieren (CTC1, NHP2, NOP10, RTEL1, WRAP53). Bei vielen Patienten lässt sich in keinem dieser Gene eine Störung identifizieren, aber eine Beziehung zur Telomerase ist jeweils wahrscheinlich.
Die Gen- und Gen-Mutations-Datenbank Online Mendelian Inheritance in Man (OMIM) unterscheidet (Stand 2014) folgende Varianten:
| Abkürzung | Erbgang            | Synonym(e)                  | betroffenes Gen | Genlocus | Erstbeschreiber            | Link zu OMIM |
| --------- | ------------------ | --------------------------- | --------------- | -------- | -------------------------- | ------------ |
| DKCX      | X-chromosomal      | Zinsser-Cole-Engman-Syndrom | DKC1            | Xq28     | Milgrom u. a. 1964         | 305000       |
| DKCA1     | autosomal-dominant | Scoggins Type               | TERC            | 3q26.2   | Scoggins u. a. 1971        | 127550       |
| DKCA2     | autosomal-dominant | –                           | TERT            | 5p15.33  | Armanios u. a. 2005        | 613989       |
| DKCA3     | autosomal-dominant | –                           | TINF2           | 14q12    | Savage u. a. 2008          | 613990       |
| DKCA4     | autosomal-dominant | –                           | RTEL1           | 20q13.33 | Ballew u. a. 2013          | 615190       |
| DKCB1     | autosomal-rezessiv | –                           | NOLA3           | 15q14    | Sorrow u. a. 1963          | 224230       |
| DKCB2     | autosomal-rezessiv | –                           | NOLA2           | 5q35.3   | Vulliamy u. a. 2008        | 613987       |
| DKCB3     | autosomal-rezessiv | –                           | WRAP53          | 17p13.3  | Zhong u. a. 2011           | 613988       |
| DKCB4     | autosomal-rezessiv | –                           | TERT            | 5p15.33  | Basel-Vanagaite u. a. 2008 | 613989       |
| DKCB5     | autosomal-rezessiv | –                           | RTEL1           | 20q13.33 | Lamm u. a. 2009            | 615190       |

## Klinische Erscheinungen
Das klinische Bild der Dyskeratosis congenita kann sehr unterschiedlich ausfallen. Bei den geringsten Ausprägungsformen bestehen nur geringe äußerliche Auffälligkeiten bei normaler Funktion des Knochenmarks. Bei stärker betroffenen Individuen bestehen zahlreiche physische Veränderungen und möglicherweise schon im frühen Kindesalter bedrohliche Erscheinungen wie Knochenmarksdepression, Krebs oder Lungenfibrose.
Drei Erscheinungen gelten als charakteristisch: schlecht wachsende und abnorm geformte Finger- und Zehennägel (Nageldystrophie), veränderte Färbung der Haut (Hautpigmentierung), insbesondere an Hals und Brustkorb, und weißliche Flecken der Mundschleimhaut (Leukoplakie).
Verschiedene Erscheinungen der DC können das Leben der Patienten bedrohen. Dazu gehören insbesondere Störungen der Knochenmarkfunktion wie Knochenmarksdepression, Aplastische Anämie, Myelodysplastisches Syndrom bis hin zur Leukämie. Auch andere Krebserkrankungen treten gehäuft auf, darunter Kopf-Hals-Karzinome, Analkarzinome und maligne Tumoren der Geschlechtsorgane. Die Entwicklung einer Lungenfibrose gehört ebenfalls zu den potenziell tödlichen Komplikationen der DC.
Weitere Anomalien, die berichtet wurden, beinhalten Zahnanomalien, Anomalien am Magen-Darm-Trakt (z. B. Lebererkrankungen), am Urogenitalsystem (Harnröhrenstriktur mit nachfolgenden Harnwegsinfekten), vorzeitiges Ergrauen (Canities praematura), Haarverlust (Hypotrichose), Immundefekte, neurologische Störungen, ophthalmologische Störungen (Verengung oder Verschluss der Tränenwege), Lungenfehlbildungen, Skelettstörungen (Osteoporose, Femurkopfnekrose, aseptische Knochennekrose des Oberarmkopfes).
Die meisten Personen mit Dyskeratosis congenita haben eine normale Intelligenz und eine normale Entwicklung der motorischen Fähigkeiten wie Stehen oder Gehen. Bei schwer betroffenen Individuen können aber Entwicklungsretardierungen auftreten. Bei der schweren Form des Hoyeraal-Hreidaarsson-Syndroms besteht ein ungewöhnlich kleines und unterentwickeltes Kleinhirn mit entsprechenden motorischen Difiziten. Die schwere Ausprägungsform des Revesz-Syndroms beinhaltet Störungen der Netzhaut des Auges.

## Behandlung
Die Beziehungen zwischen Dyskeratosis congenita, Aplastischer Anämie und Telomerasedefekt lassen daran denken, dass DC- und AA-Patienten, bei denen eine konventionelle Therapie unwirksam ist, von einer Korrektur des Telomerasedefekts profitieren könnten. Eine Stammzelltransplantation mit wenig intensiver Begleittherapie (Konditionierung) ist für Patienten mit Knochenmarkdepression möglicherweise die einzige Heilungsmöglichkeit.

## Vorbeugung
Wenn in einer Familie eine DKC1- oder TERC-Mutation identifiziert wurde, ist eine vorgeburtliche Diagnostik möglich.